# Tithaeus timorensis
Tithaeus timorensis is een hooiwagen uit de familie Tithaeidae. De originele naamcombinatie (protoniem) is Tithaeus timorensis Roewer, 1949. De huidige (vanaf 2023) geldig wetenschappelijke naam van Tithaeus timorensis Gaat terug op Carl Frederick Roewer.